# 艾尔夫舍
艾尔夫舍（瑞典語：Älvsjö，瑞典語發音：[ɛːlvɧø] ⓘ）是瑞典首都斯德哥爾摩的一個旧區，位於斯德哥爾摩南部。2020年，艾尔夫舍与海格什滕-利利耶霍尔门合并为新区海格什滕-艾尔夫舍。